# Siège d'Uchiyama
Le siège d'Uchiyama de 1546 est une des nombreuses batailles engagées par Takeda Shingen dans son effort pour s'emparer de la province de Shinano. Ses troupes encerclent la forteresse dont la garnison meurt de faim.

## Source de la traduction
- (en) Cet article est partiellement ou en totalité issu de l’article de Wikipédia en anglais intitulé « Siege of Uchiyama » (voir la liste des auteurs).